# Museo Nacional de Historia Natural de Chile

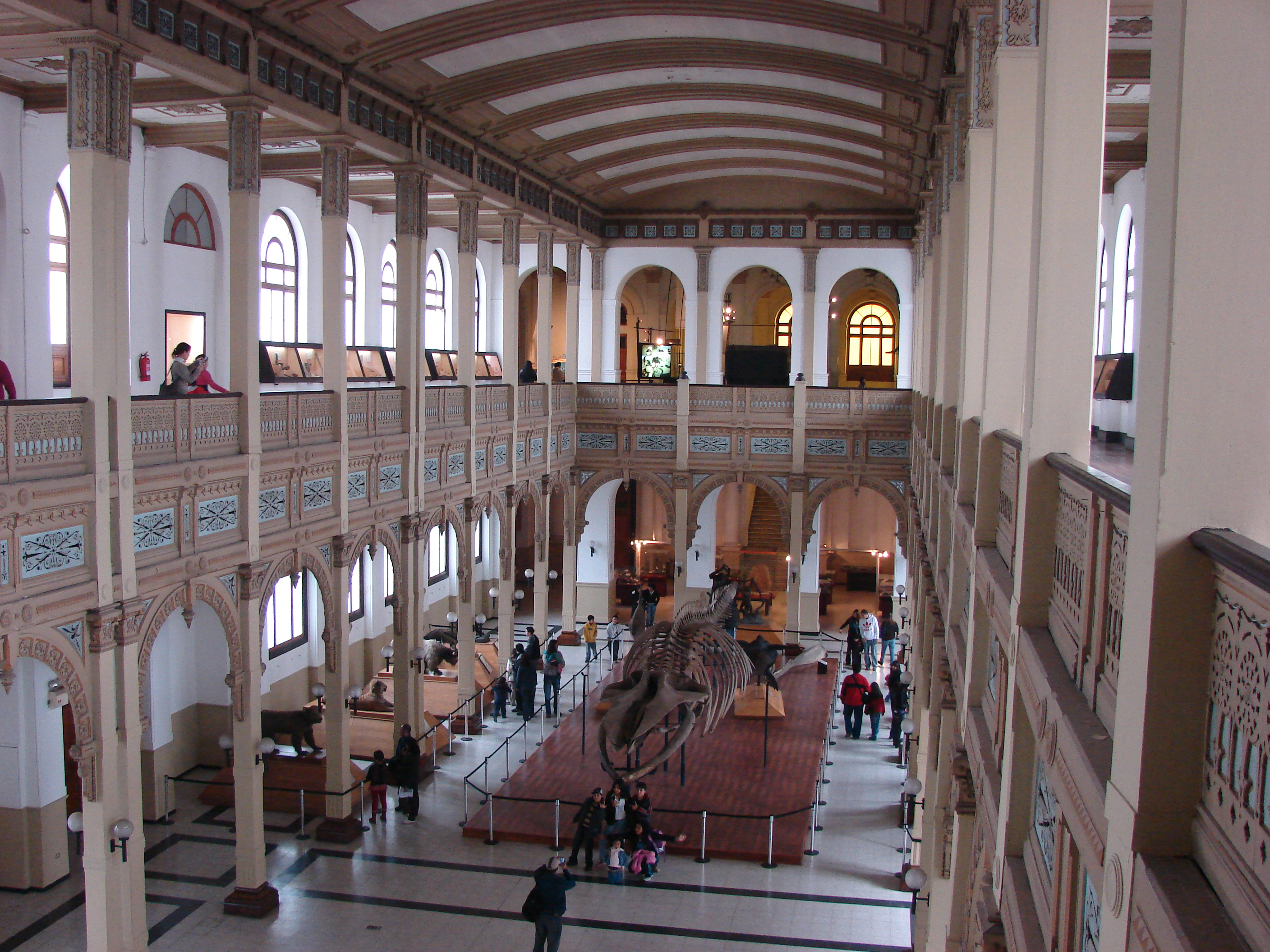
Centrale hal met het skelet van een blauwe vinvis

Het Museo Nacional de Historia Natural de Chile (MNHN) (Nederlands: Nationaal natuurhistorisch museum van Chili) is een natuurhistorisch museum gelegen in het Parque Quinta Normal in de westelijke sector van de stad Santiago in Chili.
Het museum is een van de drie staatsmusea, naast het Museo Nacional de Bellas Artes en het Museo Histórico Nacional. De missie van het museum is om kennis te genereren en te bevorderen over het natuurlijke en culturele erfgoed van Chili. Het was het eerste museum dat opgericht werd in Chili en is het meest bezochte van het land. Het museum is in de volksmond bekend als het "museo de la ballena" wegens het skelet van de Balaenoptera borealis dat zich in de centrale hal bevindt.

## Geschiedenis
Het museum is een van de oudste natuurhistorische musea in Zuid-Amerika. Het werd op 14 september 1830 opgericht door de Franse natuurkundige Claude Gay, in opdracht van de Chileense regering. Het oorspronkelijke doel was de biologie en geografie van Chili, met de nadruk op gewassen en minerale hulpbronnen te bewaren. Het huidige gebouw werd in 1875 opgetrokken als een paleis of paviljoen voor de Chileense Internationale tentoonstelling in Santiago.
In 1889 werden de departementen van plantkunde, dierkunde en mineralogie opgericht. Het "Nationaal museumbulletin" (Boletín del Museo Nacional) werd een eerste maal in 1908 gepubliceerd en bestaat vandaag nog onder de naam "Bulletin van het nationaal natuurhistorisch museum" (Boletín del Museo Nacional de Historia Natural).
In de nacht van 16 augustus 1906 het museum zwaar beschadigd door een sterke aardbeving waardoor de noord- en zuidkant van het gebouw werden vernield en daardoor ook de collecties die ondergebracht waren in deze sectoren. De volgende dag begon de toenmalige directeur Federico Philippi samen met andere medewerkers met het bergen van wat ze konden redden vanonder het puin. Vervolgens werd een rapport aan het ministerie van Onderwijs gestuurd en de restauratiewerken duurden twee jaar tot januari 1908. De werken waren net op tijd klaar voor een wetenschappelijk congres dat plaatsvond in het museum. De jaren 1920 werden een moeilijke periode voor het museum dat met ernstige economische problemen te kampen had. Dit leidde tot bezuinigingen die resulteerden in ontslag van personeelsleden en loonsverlagingen van de onderzoekers. Op 14 april 1927 werd Santiago nogmaals getroffen door een aardbeving die de achterzijde van het museum beschadigde. Pas een jaar later konden de reparatiewerken van start gaan dankzij een premie van 200.000 pesos van het ministerie van Onderwijs. De reparatie- en renovatiewerken duurden tot 1931. In 1938 werden de oost- en zuidoostvleugels gereconstrueerd.
Ricardo Latcham was van 1928 tot zijn overlijden in 1943 directeur van het museum en werd opgevolgd door Enrique Ernesto Gigoux die de groei van het museum verderzette. Toen Gigoux in 1948 in pensioen ging, werd hij opgevolgd door Humberto Fuenzalida Villegas. Tijdens Villegas’ mandaat werd de centrale hal gerenoveerd met nieuwe foto’s en exposities en een nieuwe afdeling hydrobiologie geopend. Ondertussen was er zoveel interesse in de publicaties van het museum dat er een kleine drukkerij in het museum geïnstalleerd werd. In 1956 werd een maandelijks nieuwsbrief van het museum gecreëerd onder leiding van Grete Mostny. In 1963 nam Humberto Fuenzalida Villegas ontslag als directeur om een functie als hoofd van het Escuela de Geología de la Universidad de Chile aan te nemen. Grete Mostny volgde Villegas op als hoofd van het museum waarna een nieuwe periode van groei en vooruitgang van het MNHN plaatsvond. In 1965 werd de westelijke vleugel gerestaureerd na de schade van de aardbeving in 1927.
1967 is een belangrijke mijlpaal in de geschiedenis van het museum met de oprichting van de Juventudes Científicas de Chile. Deze organisatie diende de belangen van studenten met een wetenschappelijke interesse om het wetenschappelijk onderwijs te verdiepen buiten de schoolomgeving, een organisatie die jong talent verwelkomde. Ondertussen werd in 1968 het Centro Nacional de Museología,opgericht, het eerste in zijn soort ter wereld, ontworpen om technisch en parawetenschappelijk personeel voor gespecialiseerde musea te trainen. Het centrum werd geleid door Grete Mostny tot de sluiting in 1976. In 1969 bezochten 476.000 mensen het museum. Van 3 tot 18 oktober 1970 vond in het MNHN de eerste maal een expositie plaats met 57 projecten van jonge wetenschapsstudenten, onder de naam Feria Científica Nacional Juvenil, ondertussen de oudste van zijn soort in Zuid-Amerika.
Tussen 1977 en 1979 volgden renovaties van de eerste verdieping, 16 tentoonstellingszalen van de Chile Biogeográfico, nieuwe kantoren en laboratoria op de tweede verdieping. Op 14 december 1980 werd het 150-jarig bestaan gevierd.Grete Mostny ging in 1982 op pensioen en werd op 16 april opgevolgd door Hans Niemeyer Fernández die op zijn beurt in 1990 wordt opgevolgd door Luis Capurro Soto, die van onderwijs over het milieu zijn hoofdthema maakte. Sinds 2007 is antropoloog Claudio Gómez Papic directeur van het museum.

## Tentoonstellingen en collecties
Het museum heeft momenteel twaalf permanente tentoonstellingen:
- Biogeografie van Chili, een lange tunnel die het grootste deel van de eerste verdieping vult
- Interactieve kinderspelen over ecosystemen op de Aarde
- De centrale hal heeft een 17-meter skelet van een blauwe vinvis
- Mineralen, met nadruk op de nitraat van de vroege twintigste eeuw
- Insecten, waaronder grote fossiele libellen
- Weekdieren
- Gewervelden uit het Mesozoïcum, inclusief een specimen van een Carnotaurus
- Chileense hout
- Chileense archeologie
- De Juan Fernández-archipel
- Culturele antropologie onder andere over inheemse volkeren zoals de Aymara, Mapuche, Selknam, Rapa Nui, Kawésqar en Yahgan. Het museum herbergt de mooiste openbare collectie van rongorong-artefacten ter wereld
- Het gebruik van koper, een collectie van Codelco, het staatsbedrijf dat de kopermijnen exploiteert

De Chinchorro-mummies, de oudste mummies ter wereld, zijn in het museum te vinden, ongeveer 7400 jaar oud (2000 jaar ouder dan hun Egyptische tegenhangers). Vijftien van hen werden eind 2016 in een CAT-scan geplaatst. Wetenschappers hopen meer te leren over het mummificatieproces dat werd gebruikt door de Chinchorro-indianen in Chili. De 15 mummies waren vrouwen en kinderen waarbij de wetenschappers opmerkten dat er verschillende bewaartechnieken werden gebruikt.
Mariene fossielen uit het late Mioceen en het vroege Plioceen werden in het begin van de jaren 1990 uit mariene zandsteenafzettingen aan de midden-noordkust van Chili gehaald en werden kort daarna aan de collectie van het museum toegevoegd.

## Afdelingen
De vijf afdelingen zijn plantkunde, dierkunde, entomologie, antropologie en paleontologie.

De afdeling plantkunde omvat een herbarium van 3700 soorten die dateert uit 1830. 90% van de Chileense soorten worden hier gehuisvest.

De afdeling zoölogie bevat veertien holotypes, voornamelijk Chileense mariene en zoetwatervissen.

De antropologische afdeling legt de nadruk op de archeologie van Centraal Chili via het Inca-imperium en culturele artefacten van moderne of onlangs uitgestorven volkeren van Chili en Paaseiland. Een van de taken is de conservatie van de Plomo-mummie.
Het museum wordt beheerd door de DIrección de Bibliotecas, Archivos y Museos, een afdeling van het Chileense Ministerie van Onderwijs.

## Fotogalerij

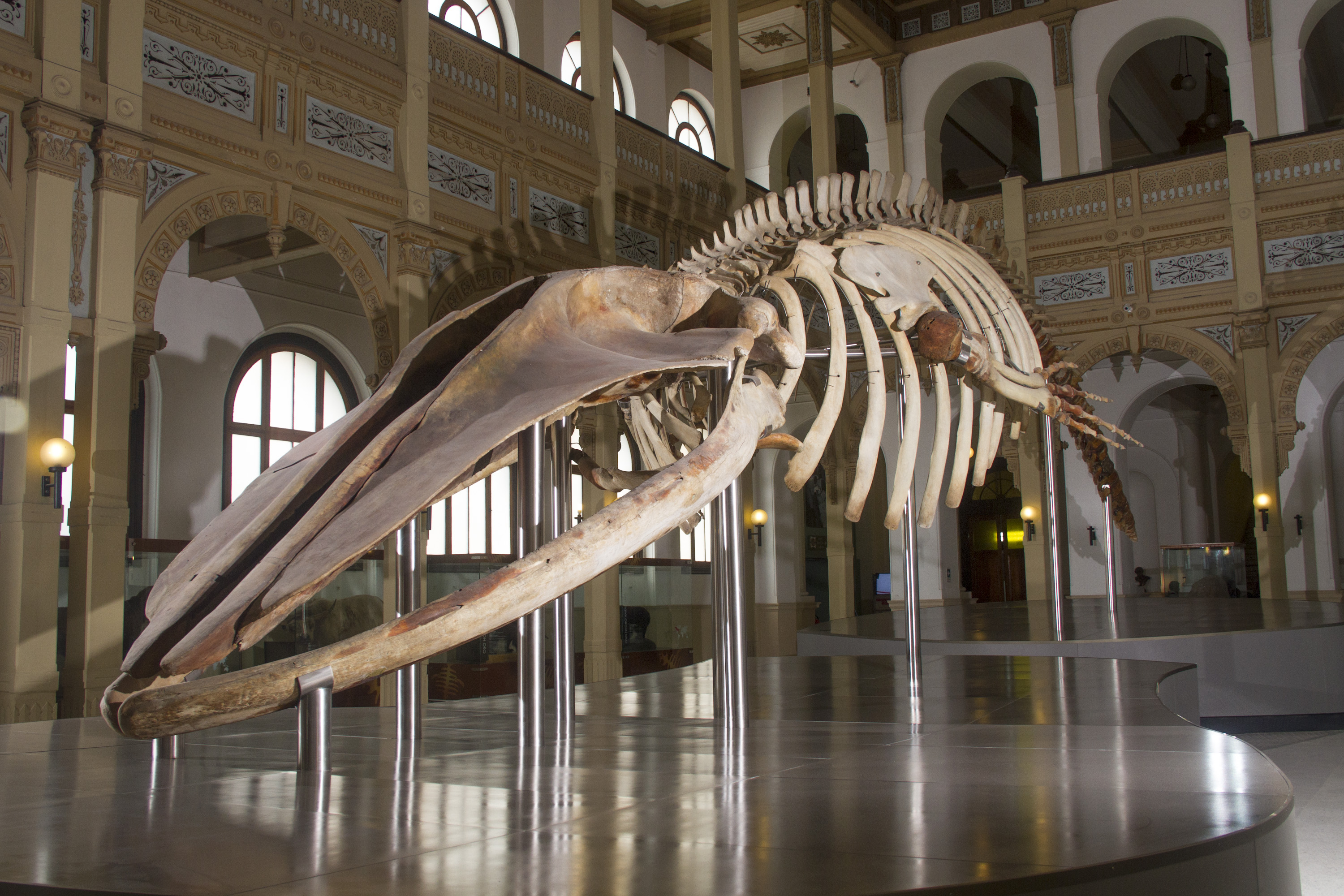
Skelet in de centrale hal
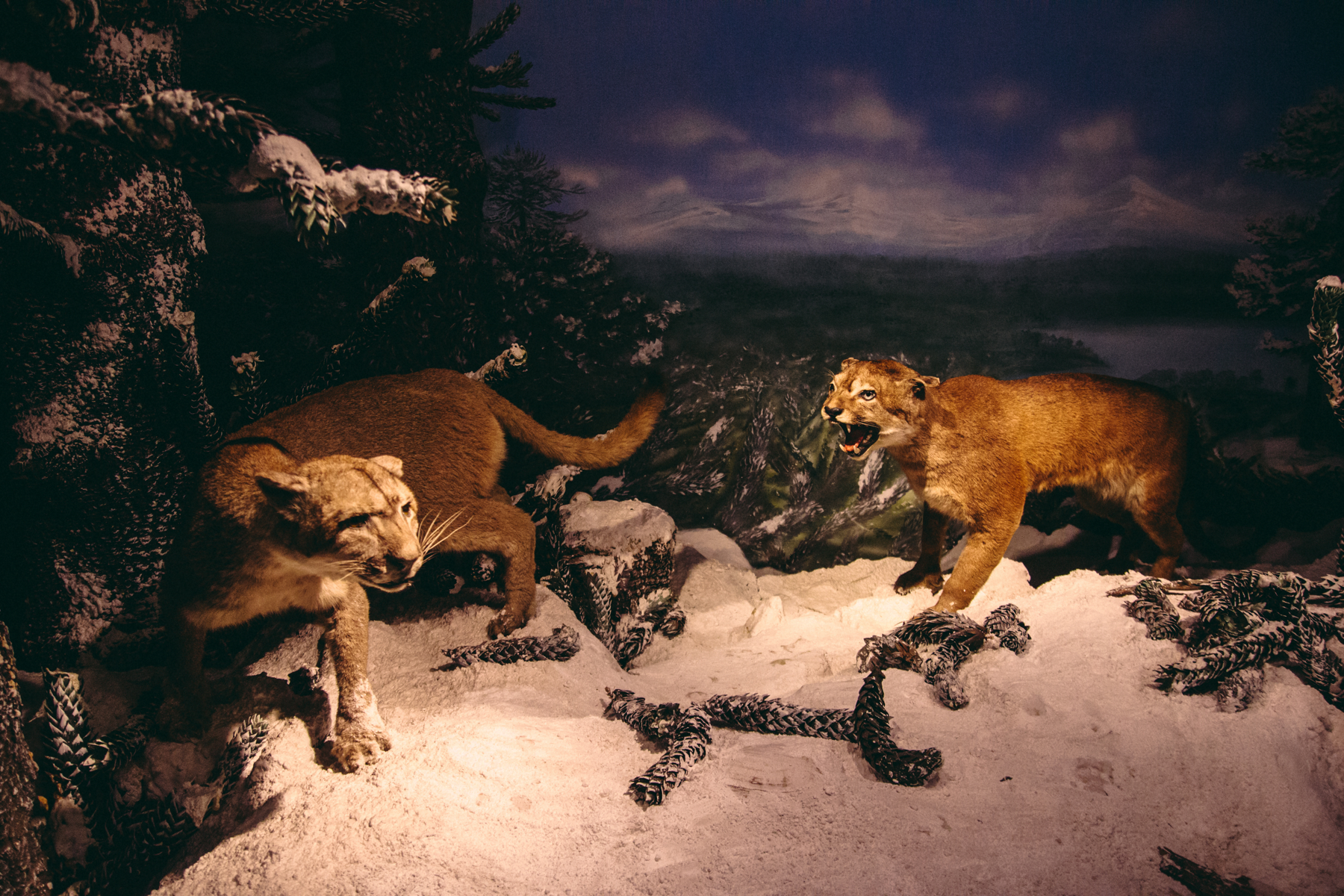
Biogeografische afdeling
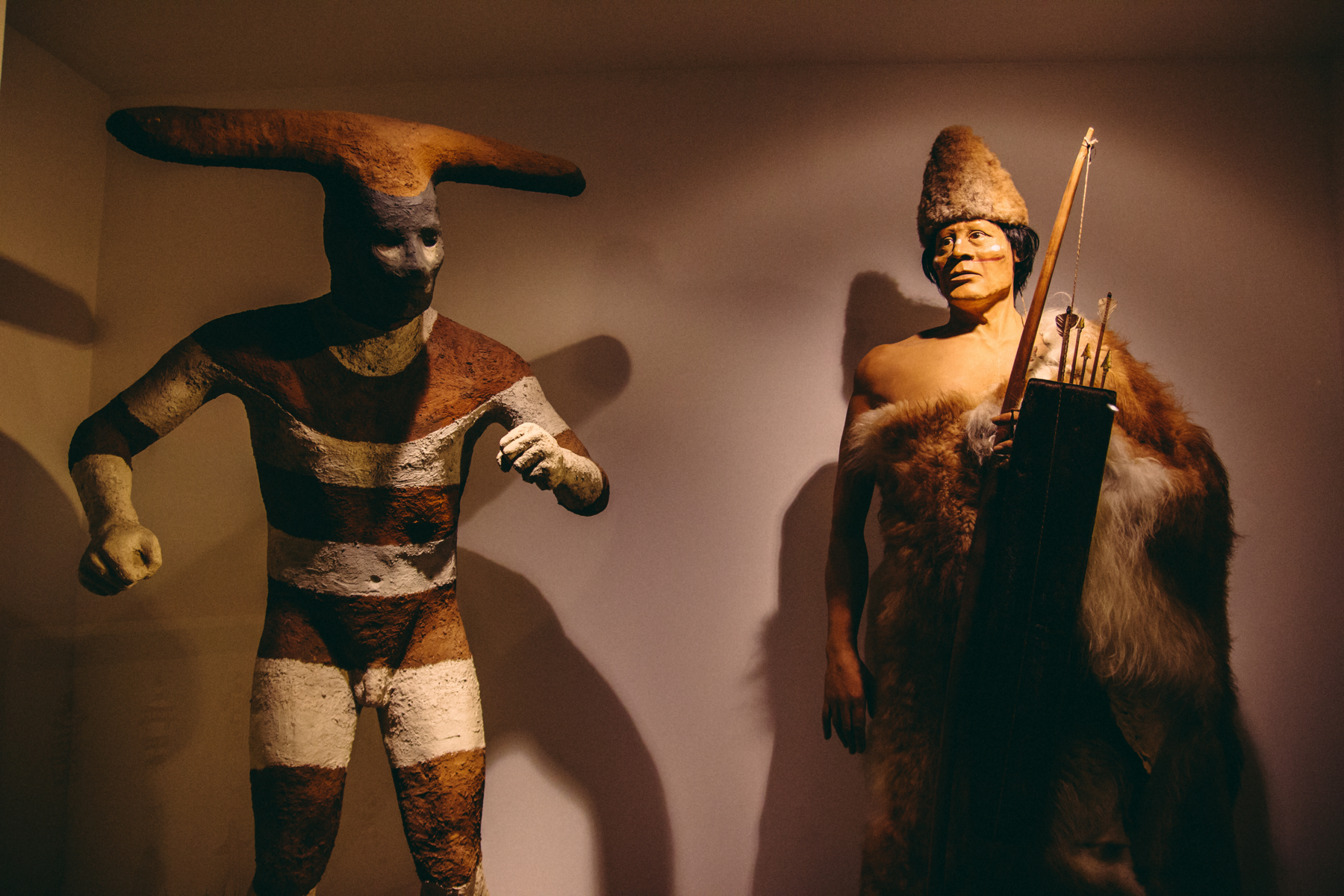
Biogeografische afdeling
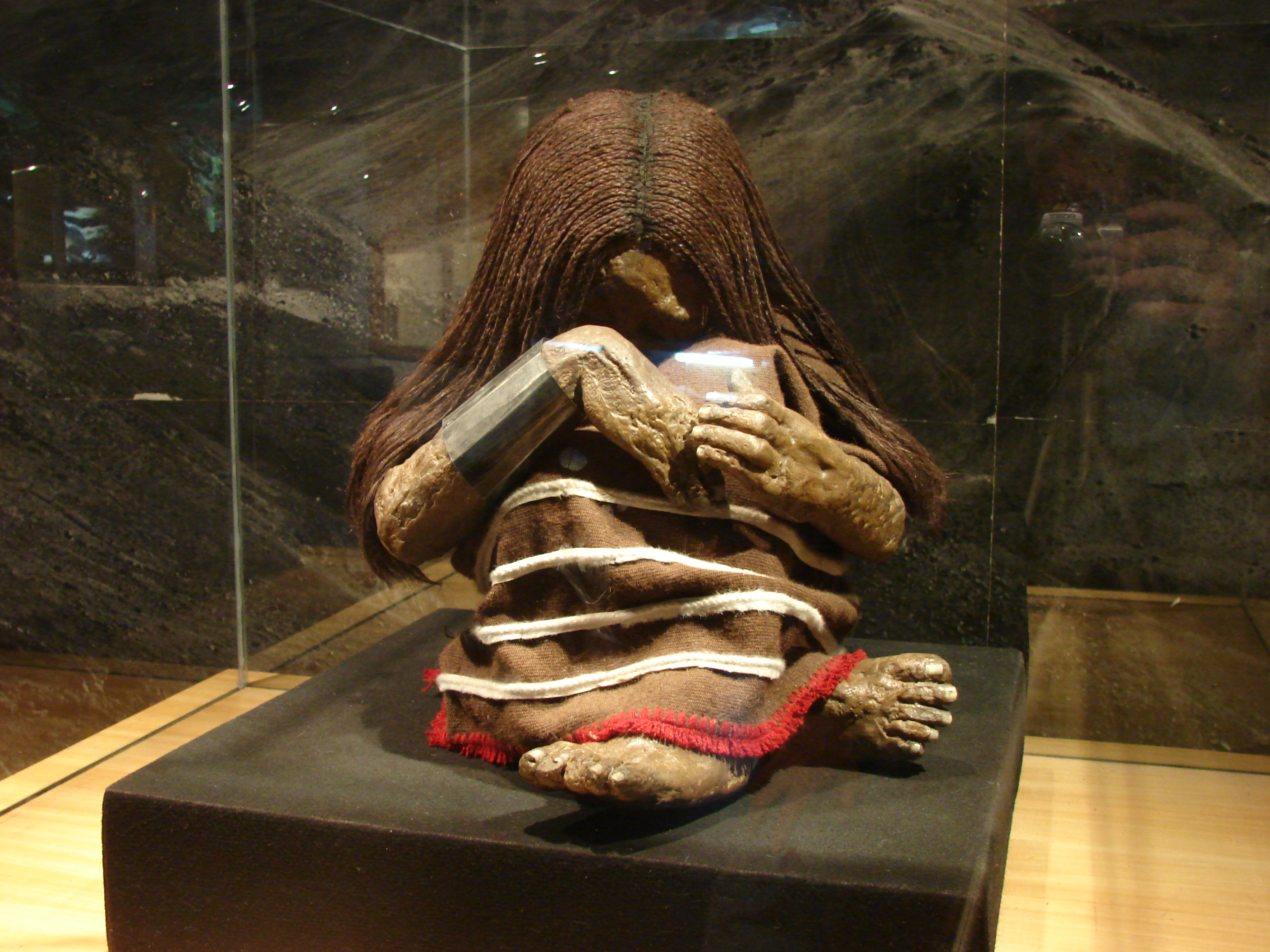
Plomo-mummie
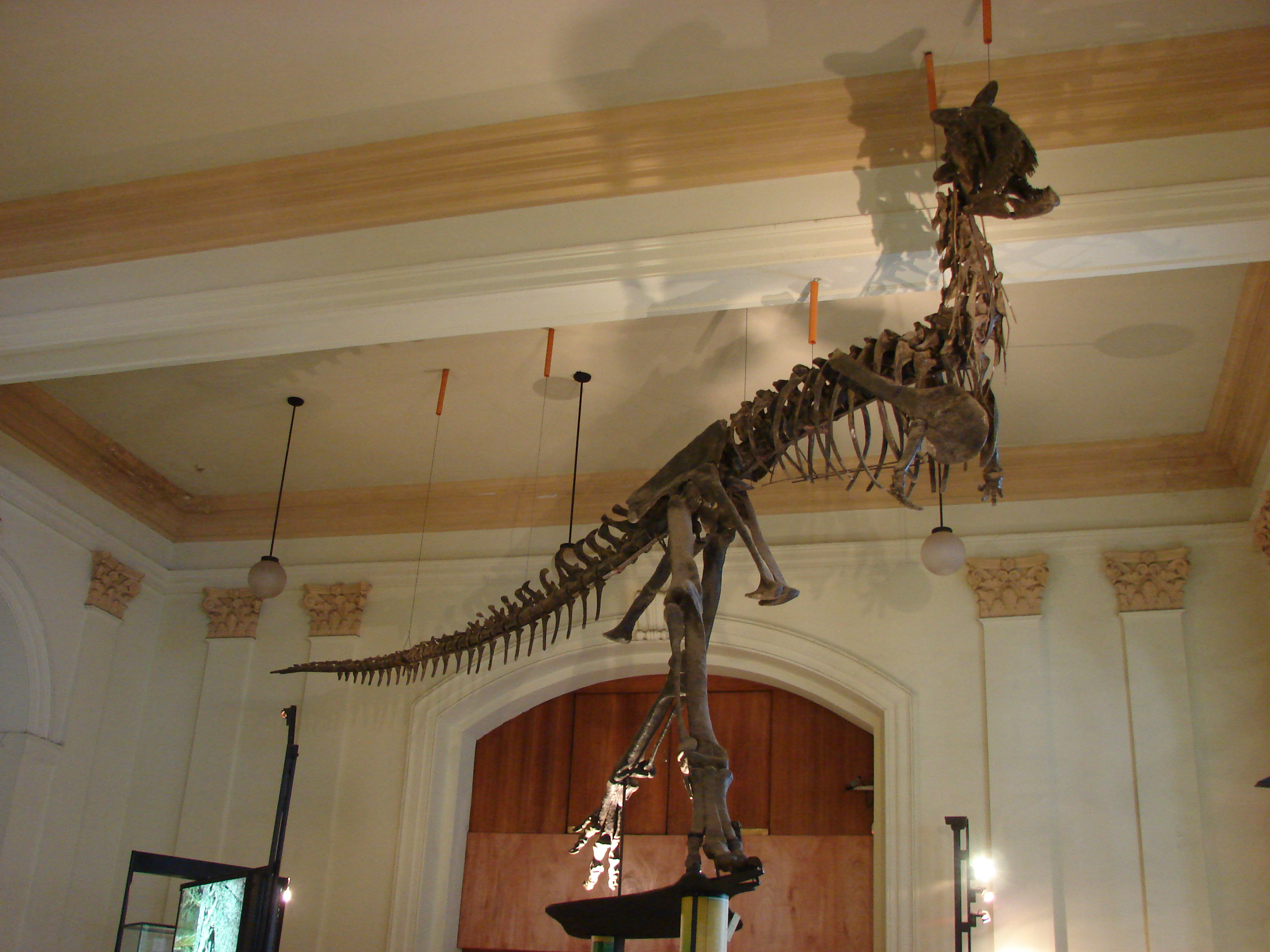
Carnotaurus
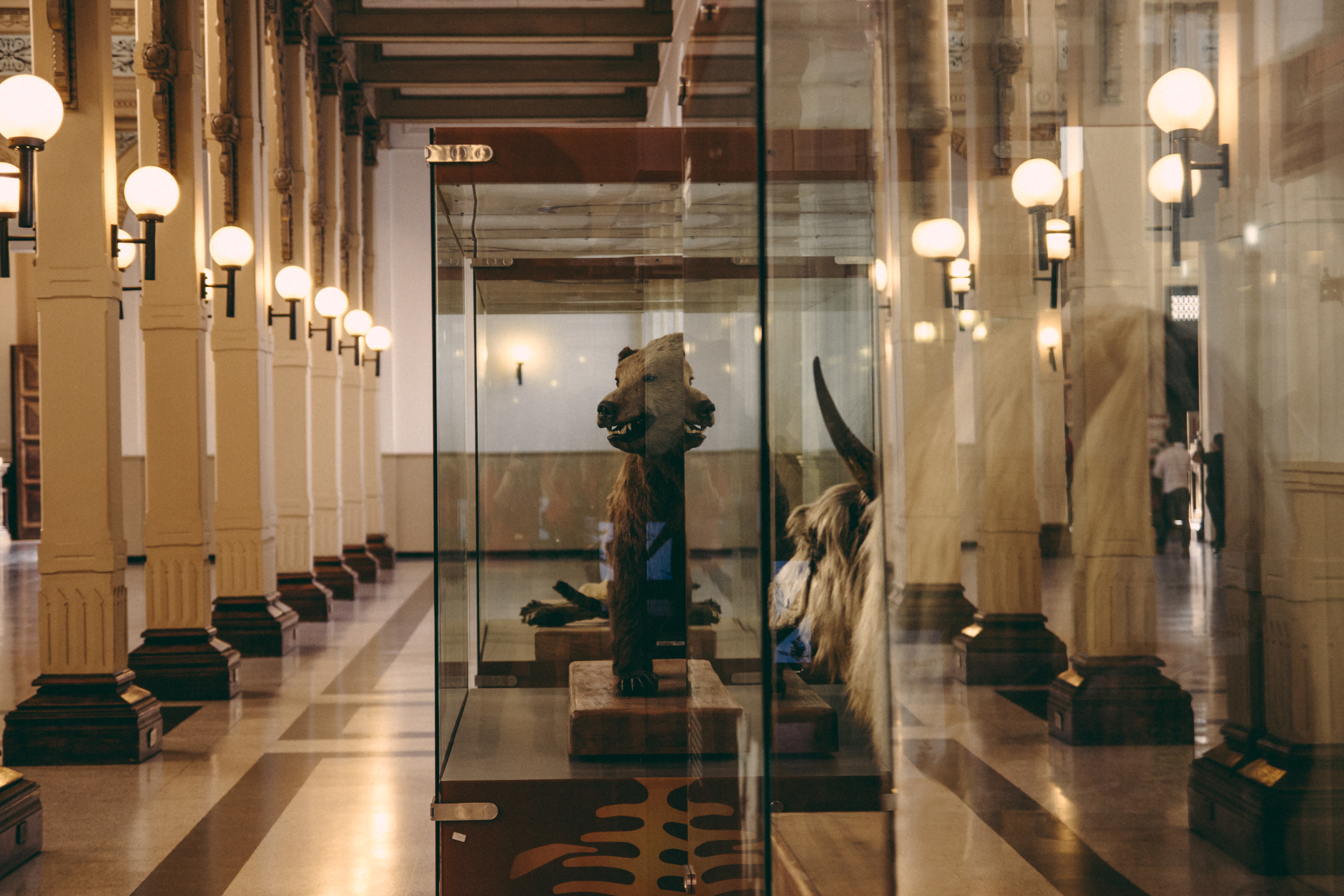
Interieur MNHN
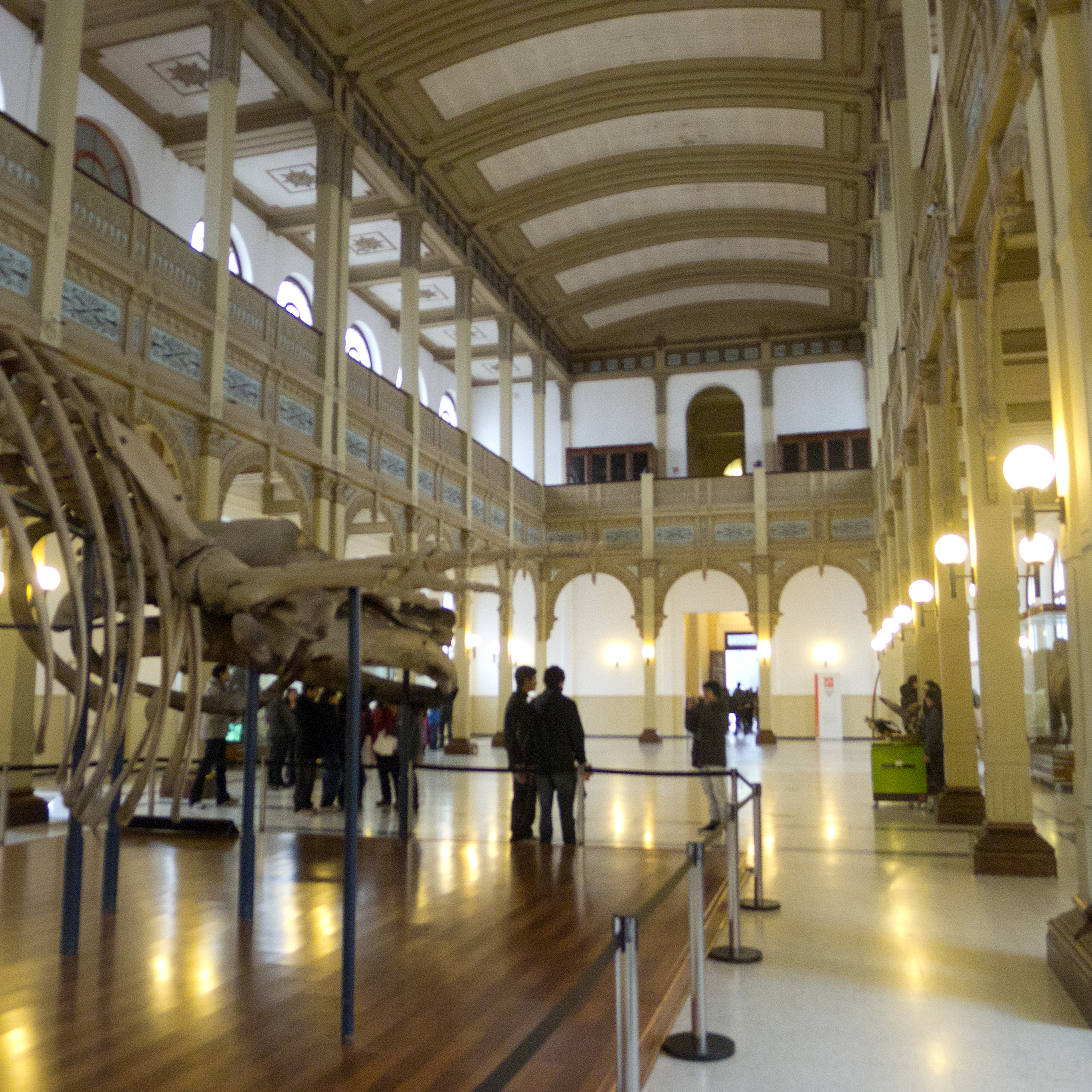
Centrale hal
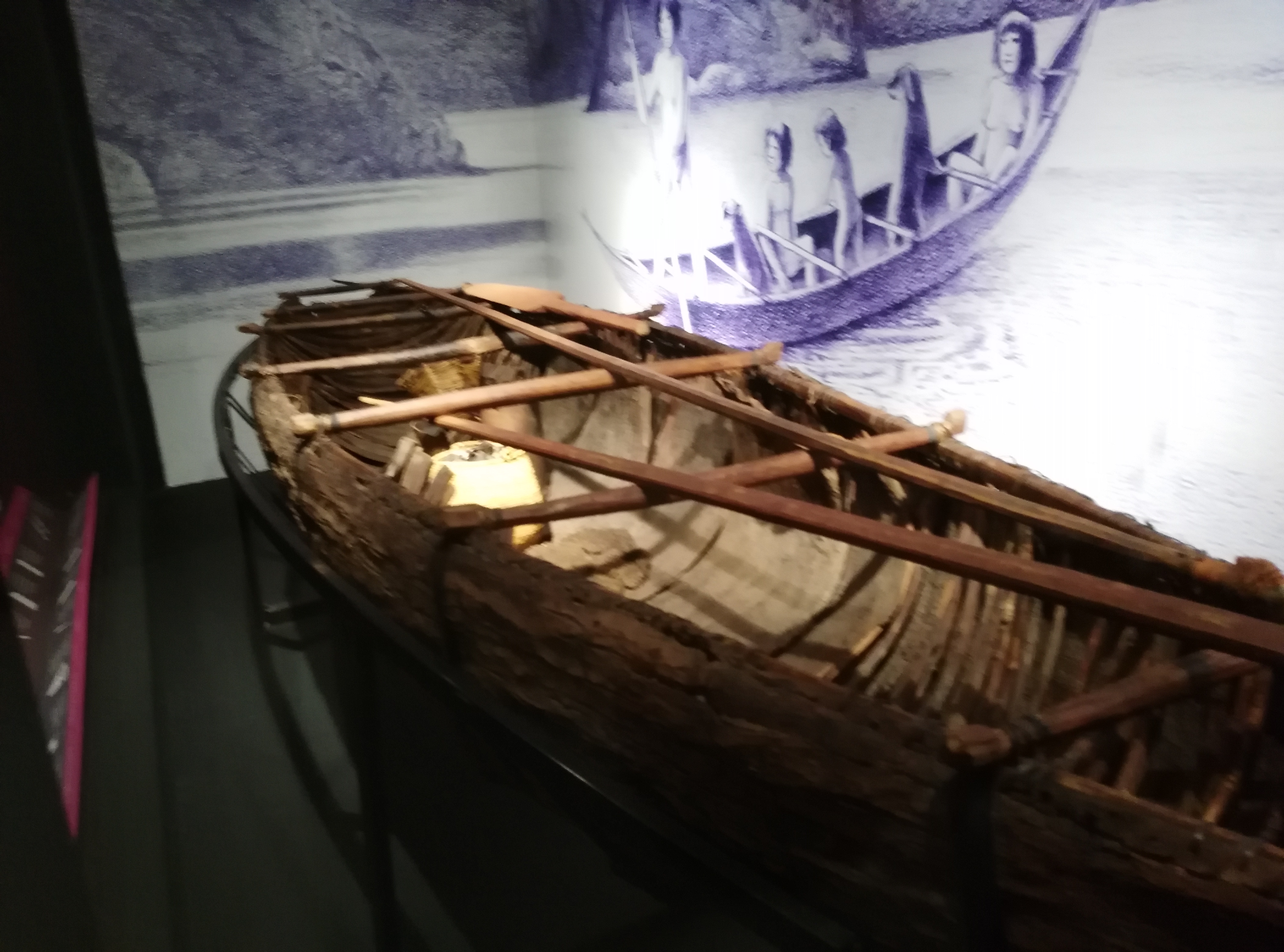
Kawésqar-kano